# 죄없는 병사들
"죄없는 병사들"(Soldiers Without Fault)은 한국, 미국에서 제작된 정한우 감독의 1989년 영화이다. 데니스 크리스틴 등이 주연으로 출연하였고 서은경 등이 제작에 참여하였다.

## 출연

### 주연
- 데니스 크리스틴
- 서은경

## 기타
- 각색: 김경일
- 원작자: 데니스 크리스틴
- 조명: 강상용
- 조명: 조길수
- 연출부: 김미정
- 연출부: 이정권
- 연출부: 김규식
- 연출부: 김동준
- 동시녹음: 김경일
- 동시녹음: 김범수
- 미술: 김종문
- 미술: 이상태